# Wanglspitze
Wanglspitze är en bergstopp i Österrike.   Den ligger i distriktet Schwaz och förbundslandet Tyrolen, i den västra delen av landet, 400 km väster om huvudstaden Wien. Toppen på Wanglspitze är 2 420 meter över havet, eller 54 meter över den omgivande terrängen. Bredden vid basen är 0,57 km.
Terrängen runt Wanglspitze är huvudsakligen bergig, men norrut är den kuperad. Närmaste större samhälle är Schwaz, 19,2 km norr om Wanglspitze. 
I omgivningarna runt Wanglspitze växer i huvudsak blandskog. Runt Wanglspitze är det ganska glesbefolkat, med 42 invånare per kvadratkilometer.